# الاغتصاب أثناء الحرب الأهلية السورية
تم انتهاك حقوق الإنسان بشكل «فظيع» خلال الحرب الأهلية السورية؛ فبغض النظر عن جرائم الحرب والإبادة الجماعية والقتل أمام الملئ التي حصلت هناك؛ إلا أن الاغتصاب شكل نُقطة جديدة حيث بات يُعتمد عليه كاستراتيجية من أجل قهر الخصم وإجباره على الاستسلام، فالشعب السوري بصفة عامة والنساء بصفة خاصة قد عانوا في هذا الموضوع؛ فتارة يُهجم عليهم من قبل الامن  والمخابرات السورية وما يعرف بالشبيحة والقوات الموالية للأسد  وتارة أخرى من قبل المسلحين الذين يقاتلون من أجل تنظيم الدولة الإسلامية في العراق والشام (داعش).
ووفقا للجنة الإنقاذ الدولية (منظمة غير حكومية)، فإن الاغتصاب كان _ولا زال_ «موضوعا مثيرا للقلق» خلال الصراع، كما أشارت نفس المنظمة إلى أن السبب الرئيسي الذي دفع بفرار 600.000 امرأة سورية هو خوفهن من الاعتداء الجنسي، وكانت مجموعة من المنظمات غير الحكومية على رأسها هيومن رايتس ووتش قد نددت بخطورة الوضع وقلقها من تفشي ظاهرة الاغتصاب في ستلطيخ سمعة الخصم؛ كما طلبت _نفس المنظمات_ من الأمم المتحدة إحالة الموضوع للنقاش في مجلس الأمن ومن ثم إحالته إلى المحكمة الجنائية الدولية قصد مُحاكمة المتورطين.

## قوات النظام
بعد بداية الربيع العربي والذي وصل وانتشر في سوريا بحلول عام 2011، نُشرت العديد من التقاير التي أكدت على قيام القوات الموالية للحكومة بتنفيذ العديد من جرائم الحرب من بينها اغتصاب النساء، خاصة في مناطق محددة على رأسها درعا التي شهدت مواجهات عنيفة بين قوات المعارضة والقوات التابعة للحكومة.
في سوريا، يتم اعتبار النساء المغتصبات ضحايا جرائم الشرف، وقد يتعرضن للضرب والطرد من المنزل بسبب «تلويث سمعة العائلة»؛ بل هناك من تعرضت للنفي والإبادة بسبب فقدان عذريتها، وفي الغالب لن تُصبح مؤهلة للزواج حيث ستبقى عانسا طوال حياتها.
خلال فترات اشتداد الحرب في سوريا، كانت قوات الدولة تشن حملات على المتظاهرين في جسر الشغور وتعتمد على تكتيكات مُختلفة حيث كانت تُداهم المواطنين في منازلهم خلال فترات النوم؛ ثم تقوم بالاعتداء عليهم أو اقتيادهم نحو السجن وقد سُجلت العديد من حالات اغتصاب نساء كانوا متزوجات وأخريات عازبات. أما التقرير الصادر عن منظمة أنقذوا الأطفال عام 2013 فقد قال: «هناك دليل على أن الفتيات والفتيان فوق سن الثانية عشر قد تعرضوا للعنف الجنسي، بما في ذلك تعذيب أعضائهم التناسلية واغتصابهم.» أما سارة ليا مديرة فرع الشرق الأوسط في منظمة هيومان رايتس ووتش فقد صرحت قائلة: «هناك دلائل على أن قوات الأمن السورية قد استخدمت العنف الجنسي ... والمشكلة أنها نجت من العقاب.»

## قوات الدولة الإسلامية
قامت داعش باضطهاد اليزيديين وإبادتهم جماعيا، حيث كانت تبيع النساء من أجل العبودية الجنسية كما قام أعضاء التنظيم باغتصاب عشرات الفتيات في سن التاسعة. وحسب عمار حسين وهو أحد مُقاتلي تنظيم داعش فقد اعترف أنه اغتصب أزيد من 200 امرأة وحده غالبيتهم من اليزيديات وذلك بعدما تلقى أوامر من القيادة العليا لداعش تُفيد بضرورة إبادة كل النساء التي ترفض الانصياع لأوامر الدين الإسلامي من خلال قتلهن أو على الأقل الاستفادة منهن من خلال جماعهن وإشباع الرغبات الجنسية للمقاتلين. أما تقرير مجلس حقوق الإنسان التابع للأمم المتحدة فقد قال وبوضوح: «النساء والفتيات في سن التاسعة يُبعن كرقيق إلى "داعش"، حيث يتناوب الجنود بانتظام على ضربهن واغتصابهن، ثم يقومون بقتلهن أو إعادة بيعهن في حالة ما خالفوا الأوامر أو حاولوا الفرار."» وكانت مجموعة من المنشورات التي نُشرت على منصة التواصل الاجتماعي تويتر من قبل مستخدمين يُعتقد أنهم مؤدين أو مقاتلين تابعين لداعش قد عبروا صراحة وبشكل واضح على تأييدهم لاغتصاب الأطفال؛ وما أثار الانتباه هو صياغة المنشور التي لم تتغير بالرغم من تغير الحسابات حيث كانت: 

## ردود الفعل الدولية
في عام 2012، ذكرت الأمم المتحدة أن الاغتصاب في سوريا يُستخدم كسلاح في الحرب، كما أن المساعدة التي تُعطى للضحايا أو للناجين «ضعيفة جدا» بل تكاد تنعدم، وأن «المستشفيات والعيادات غير مجهزة للتعامل مع الحجم الهائل من الضحايا؛ خاصة وأن العديد من الضحايا لا يستطيعون حتى التبليغ على الهجمات التي تعرضوا لها». وكانت الشبكة الأوروبية المتوسطية لحقوق الإنسان (منظمة غير حكومية) قد أصدرت تقريرا في تشرين الثاني/نوفمبر 2013 مفاده أنه منذ بدء الصراع في عام 2011، تعرضت أزيد من 6000 مرأة للاغتصاب؛ كما تم العثور على عصابات مُتخصصة في بيع النساء خاصة العذرى منهن، وقد وضحت نفس الشبكة بأن النسبة النهائية لعدد الضحايا غير معروفة لكنها أكبر بكثير من النسبة الأولية خاصة وأن العديد من الضحايا والحالات لم يتم الإبلاغ عنهم لسبب من الأسباب. ووفقا لتقرير الشبكة فإن غالبية الحالات قد تعرضن للعنف الجنسي من قبل قوات موالية لحكومة الرئيس بشار الأسد، خاصة خلال تلك الهجمات التي شنتها هذه الأخيرة على مواقع «المتمردين» أو قي نقاط التفتيش. وكان وزير الخارجية النرويجي إسبن بارث إيدي قد صرح في مؤتمر عقدته الأمم المتحدة عام 2012 قائلا: «إن حالات الاغتصاب التي وقعت خلال حرب البوسنة والهرسك تتكرر في سوريا، مع أن الاغتصاب في حرب سوريا شمل عشرات الآلاف! »
خلال الأشهر الإحدى عشر الأولى من عام 2013، صدر تقرير عن الأمم المتحدة أظهر أن عدد الناس في سوريا الذين يُعانون من مشاكل نفسية بسبب العنف جنسي الذي تعرضوا له يزيد عن 33.430 شخص؛ أما عدد الحالات المبلغ عنها حتى كانون الأول/ديسمبر 2013 هي 4800 حالة فقط. وكان جودي وليامز من الحملة الدولية لوقف الاغتصاب والعنف والذي سبق له وأن زار سوريا في العديد من المناسبات قد صرح قائلا: «مع كل حرب أو صراع، نتحرك نحن كمجتمع دولي ونقول لا وأبدا للاغتصاب الجماعي، لكن ما حدث في سوريا أمر لا يُصدق! خاصة وأن عدد الضحايا غير محدود، لكن وكعادتنا سنقف مجددا ونفرك يدينا دون تحرك حقيقي للعثور على حل جذري للمشكلة.»